# دياترتش دورنر
دياترتش دورنر (بالألمانية: Dietrich Dörner)‏ ( ولد في 28 ايلول عام 1938 ، برلين ) هو أستاذ فخري لعلم النفس العام والنظري في معهد علم النفس النظري في جامعة أوتو فريدرتس في مدينة بامبرغ ، ألمانيا .
```
وفي عام 1986 ، تسلم جائزة 
جوتغريد ويلهم ليبنز
 من 
المؤسسة الأبحاث الألمانية
  ،وهو أعلى تشريف حصل عليه وقد تم 
الهندسة المعمارية
 المعرفية 
نظرية بي اس آي
 تحت توجيهه.
```

## كتبه
- منطق الفشل : التعرف على الأخطاء وتجنبها في المواقف المعقدة(بيبرس للنشر ISBN 0201479486,1996 )[2]
- مخطط للروح ( مخطط من أجل الروح ، متاح باللغة الألمانية فقط ) ،راينبك : رولين ،2001 ( ISBN 3499611937).
- ميكانيكا سيارة الروح ( ميكانيكا عربة الروح ومتاح باللغة الألمانية فقط ) ،بيرن : هوبر، 2002 ( ISBN 3_456 _ 83814_ X).

## الروابط الخارجية
Dietrich Dörner at the Otto-Friedrich-Universität Bamberg.